# Преобразование Мелера — Фока
Преобразование Мелера — Фока функции {\displaystyle f(x)} имеет вид:
{\displaystyle F(\tau )=\int _{1}^{\infty }f(x)P_{-{\frac {1}{2}}+i\tau }(x)dx,\quad \tau \geqslant 0,}
где {\displaystyle P_{\nu }(x)} — сферическая функция Лежандра первого рода. Если {\displaystyle f(x)} — вещественная функция, причём
{\displaystyle f(x)f(x)P_{-{\frac {1}{2}}}(x)\in L(1,+\infty ),}
тогда интеграл {\displaystyle F(\tau )}, понимаемый в смысле Лебега, представляет вещественную функцию, определённую для любых {\displaystyle \tau \geqslant 0}.
Обратное преобразование имеет вид:
{\displaystyle f(x)=\int _{0}^{\infty }\tau \,\mathrm {th} \,(\pi \tau )F(\tau )P_{-{\frac {1}{2}}+i\tau }d\tau .}
Данное преобразование было впервые введено Г. Ф. Мелером в 1881 году, основные касающиеся его теоремы были доказаны В. А. Фоком.
Преобразование Мелера — Фока находит применение при решении задач теории потенциала, теории теплопроводности, при решении линейных интегральных уравнений и других задач математической физики.

## Другие определения
Иногда определение {\displaystyle F(\tau )} распространяют и на {\displaystyle \tau <0}, полагая
{\displaystyle F(-\tau )=F(\tau ).}
В основе теории преобразования Мелера — Фока лежит разложение произвольной функции в интеграл типа Фурье:
{\displaystyle f(x)=\int _{0}^{\infty }\int _{1}^{\infty }\tau \,\mathrm {th} \,(\pi \tau )P_{-{\frac {1}{2}}+i\tau }f(\xi )P_{-{\frac {1}{2}}+i\tau }(\xi )d\xi d\tau .}
На его основе могут быть получены другие возможные определения преобразования Мелера — Фока.
В литературе встречается определение:
{\displaystyle {\tilde {F}}(x)=\int _{0}^{\infty }P_{-{\frac {1}{2}}+i\tau }(x)f(\tau )d\tau ,\quad x\geqslant 1.}
Тогда, если {\displaystyle f(\tau )\in L[0,\infty )}, {\displaystyle |f'(\tau )|} — локально интегрируема на {\displaystyle [0,\infty )} и {\displaystyle f(0)=0}, верна формула обращения:
{\displaystyle f(\tau )=\tau \,\mathrm {th} \,(\pi \tau )\int _{1}^{\infty }P_{-{\frac {1}{2}}+i\tau }(x){\tilde {F}}(x)dx.}

## Вычисление
Фактическое вычисление преобразования Мелера — Фока осуществляется посредством интегральных представлений функций Лежандра и последующей смены порядка интегрирования.
Примерами, таких интегральных представлений являются:
{\displaystyle P_{-{\frac {1}{2}}+i\tau }(\mathrm {ch} \,\alpha )={\frac {2}{\pi }}\int _{0}^{\alpha }{\frac {\cos \tau s}{\sqrt {2(\mathrm {ch} \,\alpha -\mathrm {ch} \,s)}}}ds,\quad \alpha \geqslant 0,}
(данное представление также называют интегралом Мелера)
{\displaystyle P_{-{\frac {1}{2}}+i\tau }(\mathrm {ch} \,\alpha )={\frac {2}{\pi }}\mathrm {ch} \,\pi \tau \int _{0}^{\infty }{\frac {\cos \tau s}{\sqrt {2(\mathrm {ch} \,\alpha -\mathrm {ch} \,s)}}}ds,\quad \alpha \geqslant 0.}

## Равенство Парсеваля
Для преобразования Мелера — Фока может быть получен аналог равенства Парсеваля для преобразования Фурье.
Пусть {\displaystyle g_{k}(x),\;i=1,2} — две произвольные функции, удовлетворяющие условиям:
{\displaystyle g_{k}(x)x^{-{\frac {1}{2}}}\ln(1+x)\in L(1,\infty ),\quad g_{k}(x)\in L_{2}(1,\infty ),}
а преобразование Мелера — Фока задано равенствами:
{\displaystyle G_{k}(\tau )=\int _{1}^{\infty }{\sqrt {\tau \mathrm {th} \,\pi \tau }}P_{-{\frac {1}{2}}+i\tau }(x)g_{k}(x)dx,\quad i=1,2,}
{\displaystyle g_{k}(x)=\int _{0}^{\infty }{\sqrt {\tau \mathrm {th} \,\pi \tau }}P_{-{\frac {1}{2}}+i\tau }(x)G_{k}(\tau )dx,\quad i=1,2,}
тогда выполнено равенство Парсеваля для преобразования Мелера — Фока:
{\displaystyle \int _{0}^{\infty }G_{1}(\tau )G_{2}(\tau )d\tau =\int _{1}^{\infty }g_{1}(x)g_{2}(x)dx.}

## Пример использования
Рассмотрим пример решения с помощью преобразования Мелера — Фока интегрального уравнения:
{\displaystyle f(x)=g(x)+\lambda \int _{1}^{\infty }{\frac {f(s)}{x+s}}ds,\quad x\geqslant 1,\quad \pi \lambda <1.}
Пусть преобразования  Мелера — Фока
{\displaystyle F(\tau )=\int _{1}^{\infty }f(x)P_{-{\frac {1}{2}}+i\tau }(x)dx,}
{\displaystyle G(\tau )=\int _{1}^{\infty }g(x)P_{-{\frac {1}{2}}+i\tau }(x)dx,}
существуют.
Тогда уравнение может быть преобразовано к виду:
{\displaystyle F(\tau )=G(\tau )+{\frac {\lambda \pi }{\mathrm {ch} \,(\pi \tau )}}F(\tau ),}
откуда:
{\displaystyle F(\tau )={\frac {G(\tau )}{1-{\frac {\lambda \pi }{\mathrm {ch} \,(\pi \tau )}}}}.}
Если {\displaystyle g(x)} — непрерывная функция ограниченной вариации во всяком конечном интервале {\displaystyle x\in (1,b),} причём 
{\displaystyle g(x)P_{\frac {1}{2}}(x)\in L(1,+\infty ),}
{\displaystyle G(\tau )\tau \in L(0,+\infty ),}
то посредством формулы обращения получим решение исходного уравнения:
{\displaystyle f(x)=\int _{0}^{\infty }\tau \mathrm {th} \,(\pi \tau ){\frac {G(\tau )}{1-{\frac {\lambda \pi }{\mathrm {ch} \,(\pi \tau )}}}}P_{-{\frac {1}{2}}+i\tau }(x)d\tau .}

## Обобщённое преобразование Мелера — Фока
Обобщённое преобразование Мелера — Фока задаётся формулой:
{\displaystyle {\tilde {F}}_{k}(x)=\int _{0}^{\infty }P_{-{\frac {1}{2}}+i\tau }^{(k)}f(\tau )d\tau ,}
где {\displaystyle P_{\nu }^{(k)}(x)} — присоединённые функции Лежандра 1-го рода.
Соответствующая формула обращения: 
{\displaystyle f(\tau )={\frac {\tau \,\mathrm {th} \,(\pi \tau )}{2}}\Gamma \left({\frac {1}{2}}-k+ix\right)\Gamma \left({\frac {1}{2}}-k-ix\right)\int _{1}^{\infty }P_{-{\frac {1}{2}}+i\tau }^{(k)}(x){\tilde {F}}_{k}(x)dx.}

### Частные случаи
1. При {\displaystyle k=0} получится случай  обычного  преобразования Мелера — Фока {\displaystyle {\tilde {F}}(x)}.
2. При {\displaystyle k={\frac {1}{2}},x=\,\mathrm {ch} \,\alpha } получится косинус-преобразование Фурье.
3. При {\displaystyle k=-{\frac {1}{2}},x=\,\mathrm {ch} \,\alpha } получится синус-преобразование Фурье.